# 豪尔茨
46°24′11″N 18°37′19″E / 46.4029326°N 18.6219403°E
豪尔茨，是匈牙利托尔瑙州所辖的一个村。总面积15.86平方公里，总人口889，人口密度56.1人/平方公里（2011年1月1日）。